# 王熾
王熾（1836年—1903年），表字昌國，庵號興齋，兄弟排行第四，人稱王四，清朝末年雲南省彌勒縣虹溪人，漢族企業家，曾官居二品榮祿大夫、道員，亦是紅頂商人，父親、祖父、曾祖父三代，追贈一品大夫。人稱「雲南錢王」。
其子王鴻圖曾任雲南商會總理，創辦耀龍電燈公司、昆明自來水公司，亦是雲南首賈。

## 簡介
王家祖籍金陵，祖先為洪武年間隨沐英征討雲南的軍人，從此落腳雲南。
王熾十四歲時父親與兄長皆歿，家中陷入困局，母親與庶母只好變賣家中財產供他上私塾，學習四書五經，不久因為生活無以為繼，只好輟學。
十六歲時，王熾打算經商，母親變賣嫁妝首飾，湊白銀十兩給他。王頗有商業頭腦，從本地採購布料，到缺乏布料處販賣，再買回藥材、菸草、食鹽、紅糖與日用品回鄉，「通貨之有無」，二十歲時已經發跡，組織馬幫商團。據說曾經被馬賊搶劫，同行者多半顫慄，棄械奔逃，只有王熾的幾個衛士持槍守衛。王正色，緩緩地說：「你各位好漢不過求幾個錢，又來此地動起刀兵。我亦有人，倘若對抗，難免兩傷。我今將貨物一半分你，你省得劫我，我也保有一半本錢。」馬賊欣然同意，與之把酒言歡。而這馬賊也將此事通告綠林，王熾從此成名，各路豪傑皆對王家馬幫禮讓三分，從此江湖人稱「滇南王四」。
清同治元年（1862年），王熾與其表兄姜庚爭執、兩方鬥毆，王家僕役一擁而上，把姜打死。官府究查，王於是逃到昆明，爾後又奔四川，在重慶開設店舖。同治十一年，王在昆明開設錢莊「同慶豐」，又在各地開設分店「天順祥」，一時之間：北京、上海、廣州、漢口、常德、重慶、成都、敘府、貴陽等地均有「天順祥」票號。
同治末年，川東道道員欠繳庫銀三萬兩，無人願意借錢給他，於是向王請求，王熾於是立刻拿出現金三萬兩，不取利息，名聲震動全川。
光緒六年（1880年），唐炯奉命在四川督辦鹽務，欲改進設備，需白銀十萬兩。但朝廷無預算供應，而唐幕僚，鹽署委員張海槎是王熾同鄉，於是來請求王熾。張言詞誠懇，問王是否能借，王笑答「十日內奉上」，於是蕩盡家資，並向晉商、徽商等各地商幫借款，竟在八日內交給唐炯十萬兩，從此王熾與唐炯成為好友。爾後唐炯任雲南礦務大臣，派王為總幫辦。王又拿出白銀十萬兩，且在四川、湖廣、兩廣、上海舉債。爾後，開採了四川銅礦、錫礦，因而大有獲利。
王熾也非常熱衷慈善與社會公益。他修建瀘西縣孔廟、修築虹溪、昆明等地橋樑道路、資助雲南孝廉北京會試路費，為科舉經濟特科狀元袁嘉穀建樓紀念，設置防疫藥房。中法戰爭時，借給公家軍費六十萬兩，雲南巡撫岑毓英奏請朝廷，封王熾為二品榮祿大夫。光緒二十六年（1900年），陝西、山西兩省旱災，王布施白銀二萬兩，獲旌表。同年八國聯軍入北京，慈禧太后與光緒皇帝出逃，王熾出家產以補國庫，資助太后與皇帝出行，朝廷詔曰：“賞二品銜道員王熾三代一品封典”。
同慶豐自光緒至宣統年間，獲利高達四百萬兩，人稱「同慶豐，富過半個雲南」。曾有人約王熾合夥賣鴉片，王婉言拒絕，並以馬幫的兩句生死話定下家規以傳子孫：「窮死三不走（不走煙筒，不走軍火，不走人口），煩死三不沾（不沾煙館，不沾妓院，不沾賭場）亦曰「煩死三不沾，三走馬不動」。」意是：甚麼生意都可以作，但絕不從事賭場，也不販賣毒品、軍火與婦女。